# Цивин, Владимир Александрович
Владимир Александрович Цивин (род. 22 января 1949 года, Ленинград, РСФСР, СССР) — советский и российский художник-мозаичист и скульптор, член-корреспондент РАХ (2022).

## Биография
Родился 22 января 1949 года в Ленинграде, живёт и работает в Санкт-Петербурге.
В 1972 году — окончил кафедру керамики и стекла факультета декоративно прикладного искусства Ленинградского высшего художественно-промышленного училища имени В. И. Мухиной, руководители — профессора В. Ф. Марков и В. С. Васильковский.
С 1975 года — член Союза художников СССР, Союза художников России.
С 1983 по 2015 годы — член Международной академии керамики (Швейцария).
С 1992 по 1999 годы — член экспертно-закупочной комиссии Комитета по культуре Администрации Санкт-Петербурга.
С 1998 по 2022 годы — заместитель председателя Государственной аттестационной комиссии СПХПА имени А. Л. Штиглица.
В 2000 году в Центре искусств и экологии Ситки (Отис, Орегон, США) учреждена стипендия его имени для поддержки ежегодной резиденции иностранных скульпторов.
С 2020 года — член Ассоциации искусствоведов (АИС).
В 2022 году — избран членом-корреспондентом Российской академии художеств от Отделения декоративных искусств.

## Творческая деятельность
Основные произведения: «Стоящие» (1979; шамот, ангоб, соли; 13 фигур, высота — 80 см; Государственный Русский музей, Санкт-Петербург); «Греческий хор» (1980; терракота, ангоб, соли; 5 форм, высота — 70 см; Международный музей керамики. Фаэнца, Италия); «Диалоги» (1981; шамот, глазурь, ангоб; 5 форм, высота — 40; 42; 45; 42; 38 см; Государственный музей-заповедник «Царицыно», Москва); «Летний сад осенью» (1981; шамот, соли, глазурь; 3 формы, высота — 45; 60; 40 см; Государственный музей-заповедник «Царицыно», Москва); «Пугала» (1983; шамот, ангоб, глазурь; 2 формы: 95х10 см, высота — 82; 112*12 см, высота — 78 см; Государственный Русский музей, Санкт-Петербург); скульптурные композиции для зимнего сада «Времена дня», «Утро», «День», «Вечер», «Ночь», «Союз Земли и Воды» (1983—1986; шамот, морская соль, окиси, глазурь; 6 скульптур — 42 формы; Дворец культуры электромеханического завода, Нерехта, Костромская область); «Мужчина и женщина» (1992; белая каменная масса, фарфор, обработка пескоструем; 2 формы, высота — 48,5; 50 см; Государственная Третьяковская галерея, Москва); «Семь заклинаний, молитв и обрядовых песен из поэзии Шумера и Вавилона» (2000; терракота, соли, окиси; 7 форм, высота — 27,5; 23,5; 21,5; 22,5; 20,5; 19,2; 26,5 см; Государственный Эрмитаж, Санкт-Петербург); «Объемы» (2004; шамот, костяной фарфор, травертин 300*100 см; 9 форм, высота с постаментом — 185 см, постамень — 50 см; Международный олимпийский музей скульптуры, Афины, Амароуссион, Греция); «Дом» (2006; шамот, ангоб, окиси, глазурь; 3 формы, 42х82 см, высота — 85,5 см; Государственный Русский музей, Санкт-Петербург).
Произведения находятся в собраниях множества музеев и в частных коллекциях как России, так и за рубежом, в том числе: Государственной Третьяковской галереи (Москва), Государственного историко-архитектурного, художественного и ландшафтного музея заповедника «Царицыно» (Москва), Государственного музея керамики и «Усадьбы Кусково XVIII века» (Москва), Всероссийского музея декоративно-прикладного и народного искусства (Москва), Государственного Эрмитажа (Санкт-Петербург), Государственного Русского музея (Санкт-Петербург), Государственного музея городской скульптуры Санкт-Петербурга, Государственного музея истории Санкт-Петербурга.
Участник выставок с 1972 года СССР, России и за рубежом.
Основные персональные выставки: «Первая выставка в Лондоне» (1990), «Работы из Лондона, Глазго, Орегона и Петербурга» (1999), «Черное и белое» (2003) в Галерее Бессон (Великобритания), Галерея современных ремесел (Портленд, Орегон, США, 1993, 2002), Галерея Нэнси Марголис (1993, Нью Йорк, США), Музей прикладного искусства СПГХПА (Санкт-Петербург, Россия, 1998, 2012), «Скульптура из России, Германии, Латвии, Англии, Венгрии, Польши» в Музее Анны Ахматовой в Фонтанном доме (Санкт-Петербург, Россия, 2001), «Они мне сказали, а я повторяю» в Государственном Эрмитаже (Санкт-Петербург, Россия, 2001), «Владимир Цивин. Скульптура. Графика» в Галерее дизайна «Bulthaup» (Санкт-Петербург, Россия, 2009), Галерея «Maiden Bridge» (Ланкашир, Великобритания, 2015), «Дом» в Музее искусства Санкт-Петербурга XX—XXI века (2019).

## Награды
- Бронзовая медаль ВДНХ (1975) — за чайный сервиз «Политой»
- Серебряная медаль ВДНХ (1976) — за чайный сервиз «Расписной»
- Диплом Союза художников СССР (1976)
- Премия-закупка Международного конкурса керамики в Фаэнце за композицию «Греческий хор» (1980), «Объемы» (1982), «Ветер» (1984)
- Первая премия Всесоюзного симпозиума ландшафтной керамики в Ташкенте (Узбекская ССР, 1988)
- Первая премия открытого Международного конкурса на создание памятника Иосифу Бродскому в Санкт-Петербурге, совместно с архитектором Ф. К. Романовским (2003)
- грамота Комитета по культуре Правительства Санкт-Петербурга за многолетний добросовестный труд и большой вклад в развитие изобразительного искусства (2011)

Награды РАХ
- Серебряная медаль РАХ за произведения, созданные в период с 1996 по 1999 годы (1999)
- Золотая медаль РАХ за персональную выставку «Дом» в Музее искусства Санкт-Петербурга ХХ-ХХI века в сентябре — октябре 2019 года (2020)